# 1154 Astronomia
Az 1154 Astronomia (ideiglenes jelöléssel 1927 CB) egy kisbolygó a Naprendszerben. Karl Wilhelm Reinmuth fedezte fel 1927. február 8-án, Heidelbergben.